# Oficery
Oficery (Офицеры) è un film del 1971 diretto da Vladimir Abramovič Rogovoj.